# Леонид Соларевић
Леонид Соларевић (Београд, 18. септембар 1854. — Београд, 20. април 1929) био је српски генерал, учесник Српско-турских ратова, Српско-бугарског рата и Првог светског рата. Један је од учесника Мајског преврата 1903. године којим је свргнут и убијен краљ Александар Обреновић. У време Краљевине Југославије преведен је у резерву са истим чином.

## Биографија
Рођен је 18. септембра 1854. у Београду, од оца Христифора, члана Главне контроле и мајке Перке. Основну школу и шест разреда Реалке завршио је у Београду. У војску је ступио као питомац 9. класе Артиљеријске школе 5. новембра 1869. године, заједно са Божом Јанковићем и Вукоманом Арачићем.
Током школовања напредовао је постепено и према заслузи. Каплар је постао 10. августа 1870, поднаредник 10. августа 1872. а наредник 15. маја 1874. године. Школу је завршио је 20. септембра 1874. као шести у рангу, када је произведен у чин артиљеријског потпоручника.
Оженио се Даницом, кћерком Стевана Ковачевића, адвоката из Смедерева. Имао је три сина - Милана (рано умрлог), Војислава (инжењера) и Милоша (рударски предузимач), те кћерке - Милицу и Косару. Кћер Косара удала се 1900. за поручника Драгомира С. Цветковића.

## Српско-турски ратови и напредовање
По завршеној Артиљеријској школи, првим распоредом, одређен је за водника у 1. артиљеријском пуку, али је после месец дана, 25. октобра 1874, одређен на службу у Барутани у Страгарима. Почетком фебруара 1876. одређен је на службу при Артиљеријској управи, где је радио у чаурници Војнотехничког завода. У рату 1876. најпре је био ађутант Јужноморавског артиљеријског пука (од 16. априла 1876.) Затим је био водник 4. пољске батерије у истом пуку, а од 1. децембра 1876. командир батерије у Моравској артиљеријској бригади. Са том јединицом учествовао је у ратним догађајима 1877—1878. године. Ађутант команданта Стајаће војске постао је 27. фебруара 1879, а од 27. августа био је и деловођа, при Артиљеријском комитету. За кратко време поново је у трупи, од октобра 1880. до новембра 1881. као командир батерије Дунавског артиљеријског пука. Од новембра 1881. до јануара 1884. године најпре је био на служби у Артиљеријско-техничком одељењу Министарства војног, а затим у Општевојном одељењу истог Министарства.

## Српско-бугарски рат и период примирја
У 1884. и 1885. години био је командант градског артиљеријског полубатаљона (у Београду). С том јединицом учествовао је и у рату 1885. Командант градског артиљеријског батаљона (у Нишу) био је од марта 1886. до априла 1887. године, а затим је постављен за вршиоца дужности команданта Брдског артиљеријског пука до априла 1890, када је постављен за шефа Штаба Артиљеријске инспекције. На том положају остао је до 1894. године. У истом периоду обављао је и друге дужности. Од 7. јула 1891. постављен је за команданта Артиљеријске подофицирске школе, а на истом положају био и 1894—1895. године. За ађутанта краља Александра одређен је августа 1893, а за првог ађутанта краљевског у мају 1898. Због противљења женидби краља Александра са Драгом Машин, пензионисан је на сопствени захтев, јула 1900. При том је разрешен дужности официра.

## Мајски преврат и даље службовање
У време династичког преврата 29. маја 1903. године реактивиран је, са чином који је имао пре пензионисања. Истог дана постављен је за команданта Дунавске дивизијске области. Убрзо, 14. јула 1903, одређен је за члана артиљеријског комитета Минстарсва војног, а само дан касније постао је и члан Вишег војног савета. Реконструкцијом кабинета Јована Авакумовића, 2. августа 1903, постављен је за министра војног, на место генерала Јована Атанацковића. На тој дужности налазио до 21. септембра 1903, када је овај кабинет замењен кабинетом Саве Грујића а он стављен на располагање. За управитеља Војне академије постављен је 5. марта 1904. и на том положају био је до 9. јула 1907. Од тада па до 28. октобра 1910. био је на дужностима команданта две дивизијске области - Моравске и Дунавске. Тада је по други пут, по сопственој жељи, отишао у пензију.

## Балкански, Светски рат и последње године
У ратовима 1912—1913. као пензионисани официр није учествовао. Почетком Првог светског рата 1914. реактивиран је и постављен за команданта Дринске дивизијске области, а од 5. јула 1918. до 12. новембра 1918. био је командант свих трупа на Крфу. После тога је пред крај рата 1918. демобилисан и разрешен војне дужности. У Краљевини СХС био је преведен у резерву.
Преминуо је 20. априла 1929. године у Београду.
Поред редовних, обављао је и друге дужности. Као капетан 2. класе на служби у Артиљеријско-техничком одељењу, у периоду 1881—1883. био је у комисији за пријем пушака за српску војску у Оберндорфу - Немачка. Затим је 1910. године био председник испитне комисије за чин мајора свих родова војске. Током 1905. и 1909. био је председник Војнодисциплинског, а 1907. председник Великог војног суда.

## Официрско напредовање
По окончању Артиљеријске школе унапређен у чин артиљеријског потпоручника 20. септембра 1874. године. Поручник је постао 10. октобра 1876. У чин капетана 2. класе је унапређен 1. априла 1880, капетан 1. класе је постао 1. јануара 1885, мајор 16. априла 1887, потпуковник 26. априла 1893, пуковник 1. маја 1898. и генерал 29. јуна 1907.

## Одликовања

### Српска одликовања
- Орден Карађорђеве звезде 3. реда
- Орден Милоша Великог 4. реда
- Орден белог орла 2, 3. и 5. реда
- Орден Таковског крста са мачевима 5. реда
- Орден Таковског крста 2, 3. и 4. реда
- Медаља за војничке врлине
- Споменице ратова: 1876-1878, 1885, 1914-1918.
- Споменица Краља Петра I
- Споменица гарде
- Албанска споменица